# Smallfoot (film)
Smallfoot er en amerikansk 3D computer animeret film fra 2018 produceret af Warner Animation Group.

## Medvirkende
- Kenneth M. Christensen som Migo (stemme)
- Silas Holst som Percy (stemme)
- KARUI som Meechee (stemme)
- Liam O'Connor som Stenmesteren (stemme)
- Camilla Lau som Kolka (stemme)
- Alexandre Willaume som Gwangi (stemme)
- Ole Boisen som Dorgle (stemme)
- Laus Høybye som Fleem (stemme)